# Еванс (Колорадо)
Еванс (енгл. Evans) град је у америчкој савезној држави Колорадо.

## Демографија
По попису из 2010. године број становника је 18.537, што је 9.023 (94,8%) становника више него 2000. године.
| Група             | 2000.         | 2010.         |
| Белци             | 5.384 (56,6%) | 9.901 (53,4%) |
| Афроамериканци    | 75 (0,8%)     | 169 (0,9%)    |
| Азијати           | 68 (0,7%)     | 164 (0,9%)    |
| Хиспаноамериканци | 3.813 (40,1%) | 7.997 (43,1%) |
| Укупно            | 9.514         | 18.537        |